# Strașimir, Smolean
Strașimir (în bulgară Страшимир) este un sat în comuna Zlatograd, regiunea Smolean,  Bulgaria. 

## Demografie
Componența etnică a satului Strașimir
     Bulgari (92,38%)
     Nicio identificare (7,61%)
     Altele (0%)
La recensământul din 2011, populația satului Strașimir era de 105 locuitori. Din punct de vedere etnic, majoritatea locuitorilor (92,38%) erau bulgari. Pentru 7,61% din locuitori nu este cunoscută apartenența etnică.